# Maria Dębska

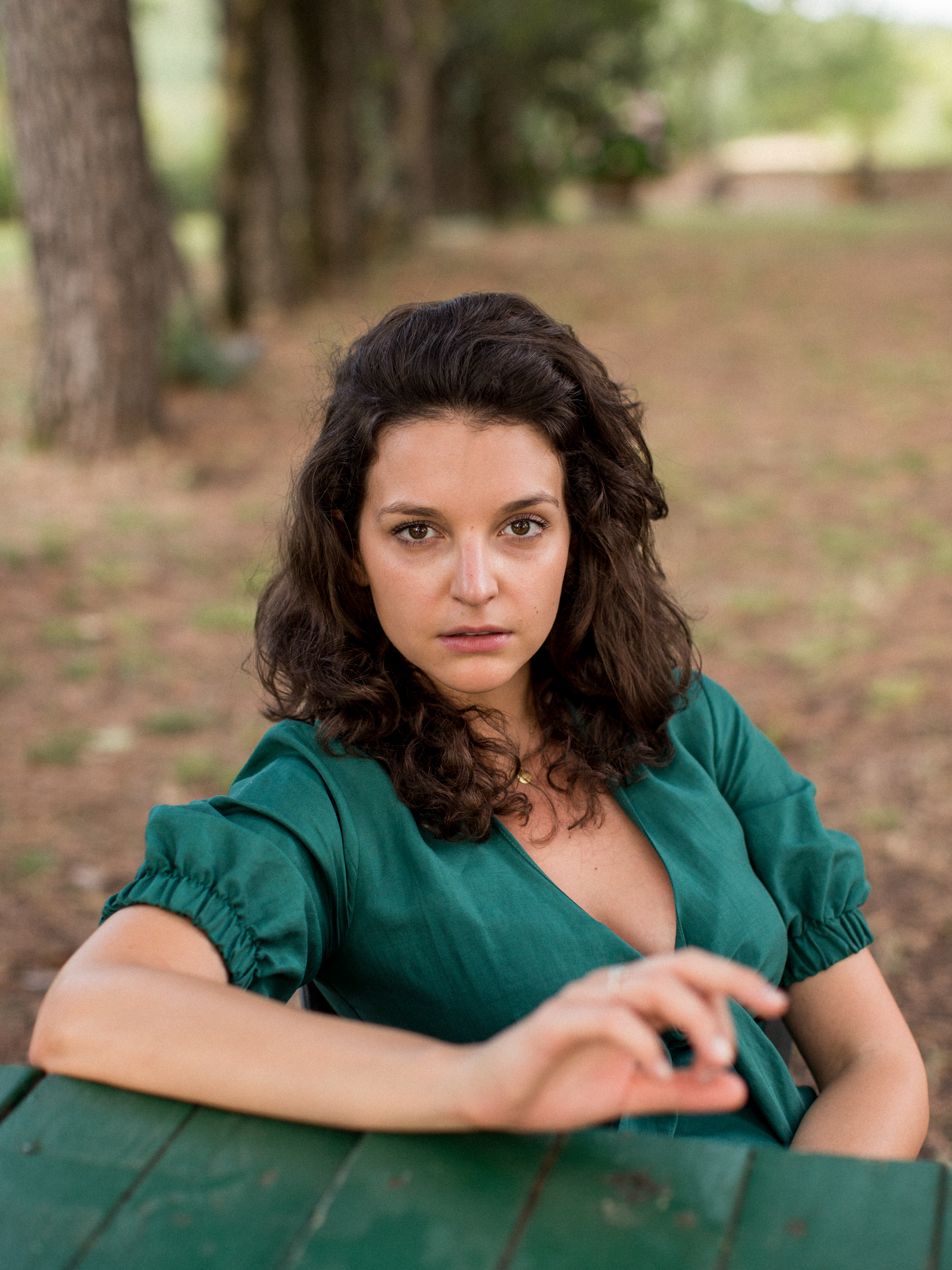
Maria Dębska im Jahr 2018

Maria Dębska (* 22. Mai 1992 in Warschau, Polen) ist eine polnische Schauspielerin.

## Leben
Maria Dębska wurde 1992 in der polnischen Hauptstadt Warschau geboren und ist Tochter der Regisseurin und Drehbuchautorin Kinga Dębska (* 1969), die sich in Marias Kindheit von ihrem Mann scheiden ließ. Sie studierte an der Staatlichen Hochschule für Film, Fernsehen und Theater Łódź und machte im Jahr 2017 ihren Abschluss. Schon während ihrer Ausbildung an der Hochschule wurde sie mit einigen Preisen ausgezeichnet, unter anderem für das beste Schauspieldebüt in der Hauptrollen in Schillers Stück Maria Stuart. In Warschau spielte sie am Studio-Theater, am Polnischen Theater und am Teatr Kamienica.
Seit Anfang der 2010er Jahre ist Maria Dębska auch in Film- und Fernsehproduktionen tätig. 2017 spielte sie in dem preisgekrönten Film Silent Night (im Original Cicha noc) mit. Für ihre Rolle der Kalina Jedrusik in dem 2021 veröffentlichten Film Kalina – Die Sehnsucht in mir (im Original Bo we mnie jest seks) wurde sie für den Polnischen Filmpreis als Beste Hauptdarstellerin nominiert und beim Polnischen Filmfestival Gdynia in dieser Kategorie ausgezeichnet.
Maria Debska ist seit August 2020 mit dem zwölf Jahre älteren Schauspieler Marcin Bosak verheiratet, nachdem sich das Paar am Warschauer Studio-Theater kennengelernt hatte.

## Filmografie
- 2012: M jak miłość
- 2014–2017: Barwy szczescia (Fernsehserie, 56 Folgen)
- 2017: Silent Night (Cicha noc)
- 2021: Kalina – Die Sehnsucht in mir (Bo we mnie jest seks)
- 2023: Herr Spaßmobil und die Tempelritter (Pan Samochodzik i templariusze)
- 2025: Kein böser Traum (Tylko jedno spojrzenie)

## Auszeichnungen
- 2021: Polnisches Filmfestival Gdynia – Beste Hauptdarstellerin (in dem Film Kalina – Die Sehnsucht in mir [Bo we mnie jest seks])